# ربیع‌الاول

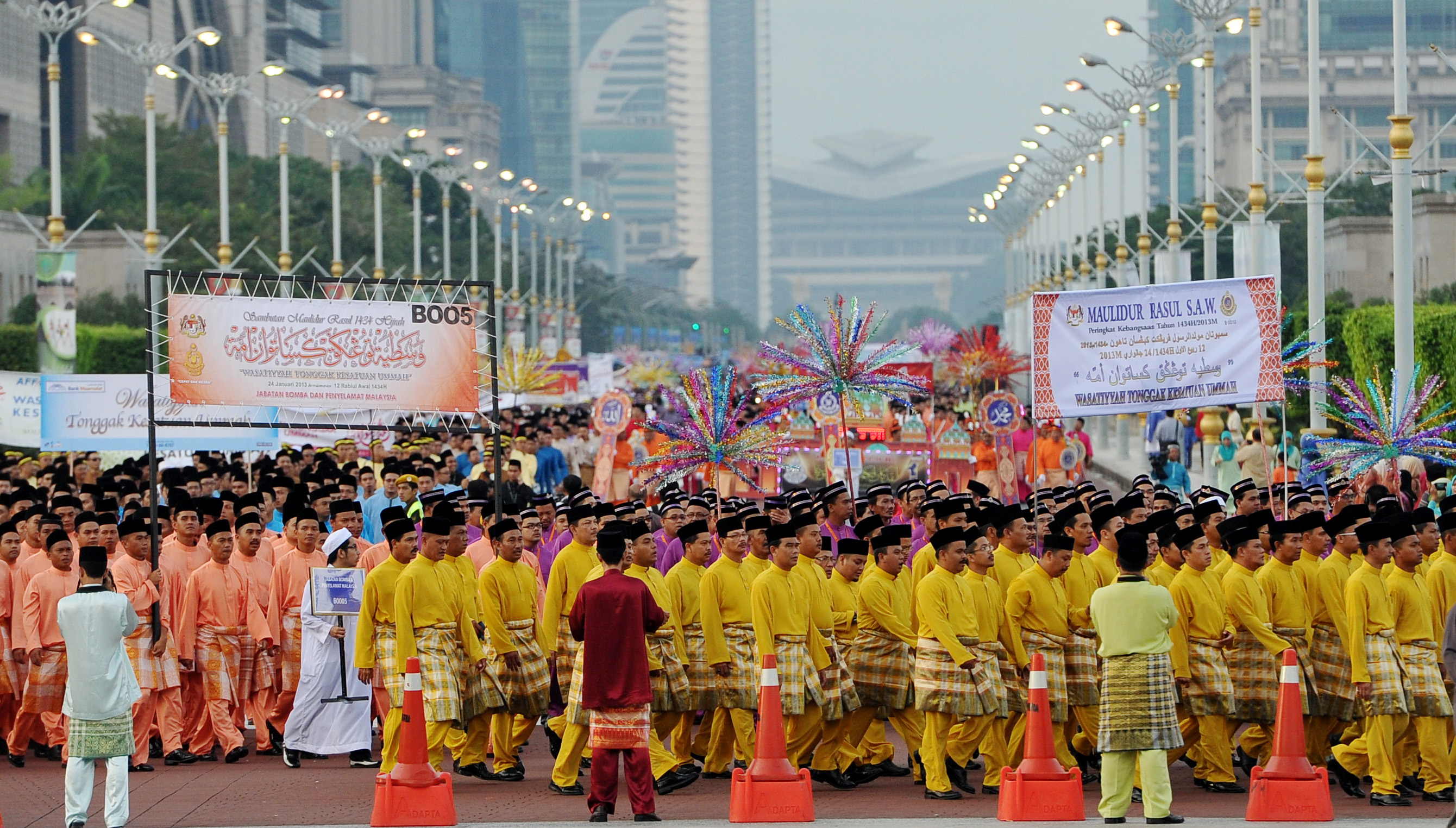
مسلمانان مالزی در مراسم رژه ماولیدور رسول در پوتراجایا که به نام زادروز پیامبر اسلام نیز شناخته م‌

ربیع‌الاوّل (به عربی: رَبِیعُ الْأَوَّل) سومین ماه از ماه‌های قمری و روزشمار آن بیست و نُه یا سی روز است.
ربیع به معنی بهار از ماده رَبع است. علت اینکه به این ماه ربیع گفته می‌شود این است که در فصل بهار گیاهان تر و تازه‌اند و نامگذاری این ماه در فصل بهار رخ داده است.

## تعطیلی رسمی
هشتم ربیع‌الاول سالروز شهادت امام حسن عسکری (ع) در کشور ایران تعطیل رسمی اعلام شد. و فردای آن روز روز ۹ربیع الاول روز مرگ عمر بن خطاب است.

## رویدادها
1. (قمری) - آغاز هجرت محمد سلام خدا بر او و خاندان پاکش باد
2. ازدواج پیامبر (ص) با حضرت خدیجه (س) مادر حضرت زهرا (س) نخستین زنی که مسلمان شد
3. کشته شدن عمر بن خطاب
4. کشته شدن هادی عباسی
5. کشته شدن عمر بن سعد فرمانده سپاه عبیدالله بن زیاد در واقعه کربلا

## زادروزها
- ۶–۶۴۰ - جلال الدین محمد رومی بلخی مشهور به مولوی

## درگذشت‌ها
- ۸ - ۲۶۰ ‐ حسن بن علی عسکری، یازدهمین امام شیعیان

## روزشمار ربیع‌الاول
- اول ربیعُ الاول:

-هجرت محمد - نخستین سال هجرت
-لیلة المبیت و نزول آیه (وَ مِنَ النّاسِ مَنْ یَشْری نَفْسَهُ ابْتِغاءَ مَرْضاتِ اللّهِ، وَ اللّهُ رَئوُفٌ بِالْعِباد) در شأن علی بن ابیطالب- سال اوّل هجری قمری. قمری.
قمری.
-کشته شدن مسوّر بن مخرمه در کعبه - سال ۶۴ هجری قمری
-ماموریت موفق عباسی برای نبرد با صاحب الزّنج - سال ۲۵۸ هجری قمری
- دوم ربیع‌الاول:

-درگذشت سید محمدباقر شفتی ۱۲۶۰ هجری قمری.
- سوم ربیع‌الاول:

-درگذشت محمد بن احمد بن موسی مبرقع در قم - سال۳۱۵ هجری قمری
-یورش حصین بن نمیر به مکه به دستور یزید و آتش زدن کعبه ۶۴ قمری.
-مرگ آقا محمد کبیر مدفون در قبرستان شیخان قم ۱۲۸۸ قمری.
- چهارم ربیع‌الاول:

-درگذشت محدث بزرگ شیخ یوسف بحرانی صاحب اثر «الحدائق الناضره» ۱۱۸۶ قمری.
-خروج محمد از غار ثور به سمت مدینه سال اول قمری.
- پنجم ربیع‌الاول:

-مرگ سکینه دختر حسین - سال ۱۱۷ هجری قمری
-زیارت قبر محمد توسط فاطمه.
-مرگ حاج شیخ مهدی واعظ خراسانی ۱۳۷۰ قمری.
- ششم ربیع‌الاول:

-زادروز جلال الدین محمد رومی بلخی مشهور به مولوی ۶۴۰ قمری.
- هفتم ربیع‌الاول:

-کشته‌شدنمحسن پسر علی۱۱ قمری.
- هشتم ربیع‌الاول:

-کشته شدن حسن بن علی العسکری- به هنگام صبح بعد از نماز و قبل از طلوع آفتاب - سال ۲۶۰ هجری قمری.
- نهم ربیع‌الاول:

-آغاز امامت امام مهدی (ع) پیشوای دوازدهم شیعیان سال ۲۶۰ هجری قمری
-مرگ شیخ حسین بن عبدالصمد عاملی پدر شیخ بهایی ۹۸۴ قمری.
-مرگ هشام بن عبدالملک - سال ۱۲۵هجری قمری.
-آغاز بنای مسجد گوهرشاد به فرمان گوهرشاد بیگم (همسر سلطان شاهرخ میرزا و جانشین امیر تیمور گورکانی) ۸۱۲ قمری.
-کشته شدن عمر ابن سعد به دست لشکریان مختار ثقفی
- دهم ربیع‌الاول:

-مرگ عبدالمطّلب، نیای محمد سال هشتم عام الفیل
-ازدواج محمد با خدیجه- سال ۲۵ عام الفیل.
-درگذشت مالک بن انس پیشوای مذهب مالکی ۱۷۹ قمری.
- یازدهم ربیع‌الاول:

-مرگ سید حسن صدر ۱۳۵۴ قمری.
- دوازدهم ربیع‌الاول:

-زادروز محمد به روایت اهل سنت
-آغاز هفته وحدت.
-ورود محمد به مدینه سال اول هجری.
-زادروز سید علی طباطبایی مؤلف ریاض المسائل ۱۱۶۱ قمری.
-قیام مختار ثقفی در کوفه - سال ۶۶ هجری قمری
-درگذشت احمدبن حنبل پیشوای حنبلیان - سال ۲۴۱ هجری قمری
- سیزدهم ربیع‌الاول:

-مرگ آیت‌الله بهاءالدینی ۱۴۱۸ قمری.
- چهاردهم ربیع‌الاول:

-مرگ هادی عباسی.
-مرگ یزید بن معاویه ۶۴ قمری.
-مرگ حسین طباطبایی قمی رهبر قیام علیه کشف حجاب رضاخانی در مشهد ۱۳۶۶ قمری.
-خلافت هارون الرّشید - سال ۱۷۰ هجری قمری.
-مرگ آیت‌الله کوهستانی مازندرانی ۱۳۹۱ قمری.
- پانزدهم ربیع‌الاول:

-سریه حمزة بن عبدالمطلب - سال دوّم هجری
-مرگ یزید بن معاویه - سال ۶۴ هجری قمری
-خلافت معاویه دوّم اموی - سال ۶۴ هجری قمری
-مرگ ابو محمد سلیمان بن مهران کوفی مشهور به أعمش کوفی - سال ۱۴۸ هجری قمری
-مرگ احمد بن مقتدر، معروف به الرّاضی باللّه (بیستمین خلیفه عباسی) سال ۳۲۹ قمری
- شانزدهم ربیع‌الاول:

-مرگ سید حسین قمی ۱۳۶۶ قمری.
-مرگ فاضل تونی بشروی مؤلف وافیه ۱۰۷۱ قمری.
-مرگ حاج میرزا احمد مدرس یزدی ۱۳۹۱ قمری.
-مرگ سید روح‌الله خاتمی نماینده روح‌الله خمینی و امام جمعه یزد ۱۴۰۹ قمری.
- هفدهم ربیع‌الاول:

-زادروز محمد اوّل عام الفیل
-زادروز جعفر صادق سال ۸۳ هجری قمری
- هجدهم ربیع‌الاول:

-مرگ میرزا تقی‌خان فراهانی مشهور به امیر کبیر - ۱۲۶۸ قمری.
-مرگ سید محمد طباطبایی عاملی صاحب مدارک الاحکام ۱۰۰۹ قمری.
- نوزدهم ربیع‌الاول:

-مرگ ذبیح‌الله محلاتی صاحب ریاحین الشریعه
- بیستم ربیع‌الاول:

-حکومت ولید بن یزید اموی - سال ۱۲۵ قمری
-خلافت متّقی عباسی - سال ۳۲۹ هجری قمری.
- بیست و یکم ربیع‌الاول:

-مرگ ملامحمدباقر واعظ تهرانی صاحب خصائص فاطمیه ۱۳۱۳ قمری.
- بیست و دوم ربیع‌الاول:

-غزوه بنی نضیر - سال چهارم هجری قمری
-بیرون راندن یهودیان از مدینه و بخشیدن فدک به فاطمه توسط محمد
- بیست و سوم ربیع‌الاول:

-ورود فاطمه معصومه به شهر قم ۲۱۰ قمری.
-مرگ میرزا جواد آقا تهرانی ۱۴۱۰ قمری.
- بیست و چهارم ربیع‌الاول:

-مرگ هنرمند خوشنویس علی بن هلال بغدادی مشهور به ابن بواب کاتب نفیس‌ترین قرآن موجود در کتابخانه چستربیتی ایرلند ۴۱۳ قمری.
- بیست و پنجم ربیع‌الاول:

-غزوه دومة الجندل - سال پنجم هجری قمری
-صلح حسن - سال ۴۱ هجری قمری
-مرگ سید مرتضی علم الهدی ۴۳۶ قمری.
-کشته‌شدن سعیدبن جبیر به دست حجاج
- بیست و ششم ربیع‌الاول:

-صلح حسن با معاویه ۴۱ قمری.
- بیست و هفتم ربیع‌الاول:

-مرگ سید محسن حکیم ۱۳۹۰ قمری.
- بیست و هشتم ربیع‌الاول:

-انقراض سلسله ساسانی ۳۱ قمری.
- بیست و نهم ربیع‌الاول:

-حرکت علی برای جنگ جمل ۳۶ هجری.
-تأسیس دارالتقریب بین المذاهب الاسلامیه در قاهره ۱۳۶۶ قمری.
-مرگ حاج حسین شاهرودی ۱۴۱۰ قمری.